# Pheidole midas
Pheidole midas  (лат.) — вид муравьёв рода Pheidole из подсемейства Myrmicinae (Formicidae). Южная Америка (Бразилия, Колумбия, Панама, Перу, Эквадор). 

## Описание
Мелкие земляные мирмициновые муравьи, длина около 2—3 мм. Тело покрыто многочисленными длинными полуотстоящими волосками, особенно обильными на клипеусе, мезосоме, стебельке и брюшке. Голова крупных рабочих (солдат) сердцевидная с выемкой на затылке, спереди морщинистая (между основанием усиков и глазами); затылочные доли округлые. У мелких рабочих морщинки и бороздки развиты только на части груди (на мезотораксе, метаттораксе и проподеуме), а остальная часть тела (голова, переднегрудь и брюшко) гладкие и блестящие. Затылок мелких рабочих широкий, без шеевидного сужения (как у некоторых близких видов). Стебелёк между грудкой и брюшком состоит из двух члеников: петиолюса и постпетиолюса (последний четко отделен от брюшка). Окраска одноцветная жёлтая. Крупные рабочие (солдаты): ширина головы 0,92 мм, длина головы равна 0,88 мм, длина скапуса — 0,74 мм. Мелкие рабочие: ширина головы — 0,50 мм, длина головы равна 0,62 мм, длина скапуса — 0,70 мм. 
Вид описан в 2003 году американским мирмекологом профессором Эдвардом Уилсоном. Сходен с видами Pheidole alienata, Pheidole bergi, Pheidole chrysops, Pheidole cordiceps, Pheidole aenescens и Pheidole nesiota, отличаясь скульптурой головы и опушением. Название таксону P. midas дано по имени царя Мидаса (всё, к чему он прикасался, обращалось в золото), из-за жёлтой ("золотистой") окраски муравьёв.